# Vencel magyar király

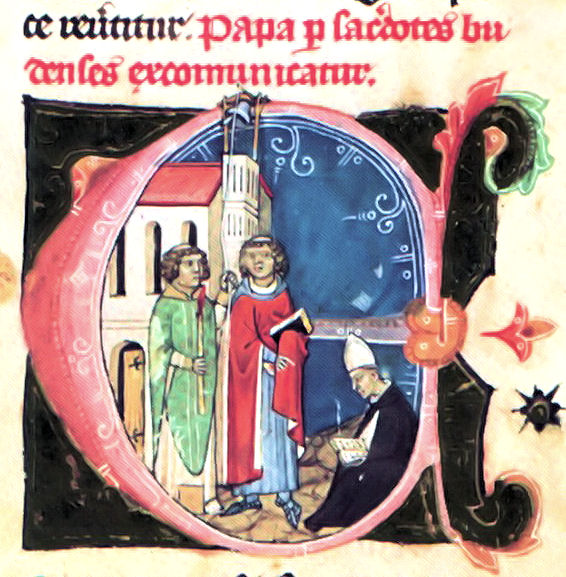
A budai papok kiátkozzák a pápát. A földön ülő alak Miklós bíboros, a későbbi XI. Benedek pápa (Képes krónika)

Vencel, gyakran Cseh Vencel, magyar uralkodói nevén: László, csehül: Václav, lengyelül: Wacław (Prága, 1289. október 6. – Alamóc, 1306. augusztus 4.) Přemysl-házi cseh és lengyel királyi herceg, II. Vencel cseh király és Habsburg Juta cseh királyné fia. Az interregnum idején, azon belül 1301-től 1305-ig Magyarország királya, majd 1305-től haláláig III. Vencel néven cseh és II. Vencel néven lengyel király.

## Magyar–cseh kapcsolatok a 13. század végén
II. Vencel apja és anyja is leányágon rokoni kapcsolatban volt az Árpád-házzal, így már 1290-ben fellépett a magyar trón igénylőjeként. A külfölddel ellentétben Magyarországon azonban elismerték Velencei András származását és II. Vencelt is lekötötte a mostohaapjával, Rosenberg Zavis cseh főúrral kapcsolatos belviszály, így ekkor még nem került Přemysl uralkodó a magyar trónra. Rosenberg Zavis kivégzése (1290. augusztus 24.) után II. Vencel önállóan kezdett uralkodni Csehországban és figyelmét elsősorban az ország belső problémáinak megoldására fordította, így nem jelentett veszélyt III. András uralmára. A két ország közötti jó viszonyt az is kifejezte, hogy 1298 februárjában Vencel és III. András Erzsébet nevű leánya között eljegyzés jött létre. A magyar–cseh kapcsolatokat némileg beárnyékolta, hogy 1297. június 18-án meghalt Vencel anyja, Habsburg Judit, aki életében mérsékelni igyekezett testvére, Habsburg Albert és férje, II. Vencel közti ellentéteket. A kialakuló újabb Habsburg–Přemysl konfliktusban III. András helyét a Habsburg Ágnessel kötött házassága jelölte ki, de nyílt összecsapásra András életében nem került sor.

## Magyar királlyá választása
III. András váratlan halála után többen bejelentették igényüket a magyar trónra. A legnagyobb külföldi támogatottságot élvező jelölt a nápolyi Anjou családból származó Caroberto, a későbbi Károly Róbert magyar király volt. Károly Róbert élvezte a Szentszék támogatását, és III. András halálakor már trónkövetelőként Magyarországon tartózkodott, így élve a lehetőséggel 1301 tavaszán Esztergomban Bicskei Gergely választott érsekkel királlyá koronáztatta magát. A magyar urak azonban tartottak a pápai befolyás erősödésétől, nem ismerték el az alkalmi koronával történt koronázást és 1301 májusában a budai királyválasztó országgyűlésen Vencelt választották királynak. Van olyan nézet is, hogy a magyar koronát először II. Vencelnek ajánlották fel, de ő ezt nem fogadta el a magyartudására hivatkozva, és fiát ajánlotta maga helyett. Vencel országon belüli támogatottsága lényegesen nagyobb volt, mint Károly Róberté, néhány délvidéki főúron és Bicskei Gergelyen kívül a magyar politikai élet szinte minden szereplője – beleértve a tartományurakat is – Vencel királyságát támogatta. 1301. augusztus 27-én Székesfehérvárott János kalocsai érsek a Szent Koronával királlyá koronázta Vencelt, aki magyar királyként – az országban akkor népszerű – László nevet vette fel. Károly Róbert tavaszi koronázásához hasonlóan Vencelé sem felelt meg a hazai jogszokásoknak, mert nem az esztergomi érsek végezte. 1301 második felére így az országnak két vitatható legitimitású királya is volt, azonban tényleges hatalmat egyikük sem gyakorolt. A kialakult helyzetnek egyedül a tartományurak voltak haszonélvezői, akik alaposan ki is használták a két király küzdelmét. 

## Trónharcok, a pápai legátus
1301 szeptemberében Károly trónigényének támogatására Magyarországra érkezett Niccolò Boccasini, VIII. Bonifác pápa követe. A bíboros követ ügyes diplomáciával elérte, hogy a magyar főpapok többsége Károly Róbert mellé állt. Eközben a Cseszneki Miklós és Lőrinc vezette Anjou-párti sereg a Dunántúl felől előrenyomulva ostrom alá vette Budát. A város azonban Vencel pártján maradt és miután Kőszegi Iván seregei a város felé közeledtek, Károly Róbertnek eredmény nélkül el kellett vonulnia. A legátus válaszul egyházi átokkal sújtotta Vencel székhelyét, a budaiak azonban elűzték a tilalmat betartó papokat és továbbra is minden szertartást elvégeztek. A várost vezető Vencel-párti rektor, Peturmann biztatására a budai papok feloldottnak tekintették magukat a kiközösítés alól és válaszul ők közösítették ki az Anjou-párti magyar püspököket, sőt magát a pápát is. A legátus végül célja elérése nélkül, 1303 elején elhagyta Magyarországot. A pápa azonban továbbra sem mondott le arról, hogy az Anjoukat Magyarország trónjára segítse. Pápai bíróság elé idézte a feleket, majd 1303. május 31-én kiadott bullájában kijelentette, hogy a magyar királyi trón nem választás útján, hanem örökösödéssel tölthető be és a jogos örökös Mária nápolyi királyné unokája, Károly Róbert. A pápa a cseh királyt és fiát eltiltotta a magyar királyi cím használatától és kiközösítés terhe mellett felszólította a magyar világi és egyházi vezetőket az Anjouk szolgálatára. 1303. szeptember 7-én Anagniban egy francia támadás következtében meghalt VIII. Bonifác pápa és a harcban elesett az éppen ott tartózkodó Bicskei Gergely is. Az új pápa – XI. Benedek néven – az előzőleg Magyarországon járt pápai követ, Niccolò Boccasini lett, aki nem változtatott elődje politikáján.

## Vencel lemondása a magyar trónról
1304-re kiéleződtek II. Vencel és Habsburg Albert közötti ellentétek. Vencel királysága többszörösen is sértette a Habsburgok érdekeit, mert egyrészt a Přemysl-dinasztia lengyel, cseh és magyar uralma hatalmi túlsúlyt jelentett a Habsburgokkal szemben, másrészt Habsburg Albert anyai nagybátyja volt a magyar koronára szintén igényt tartó Károly Róbertnek. A várható összecsapás előtt a cseh király rendezni kívánta fia helyzetét. Addigra Vencel magyarországi támogatottsága jelentősen meggyengült. Még 1301-ben meghalt János kalocsai érsek, és utóda Károly Róbertet támogatta. Vencelt elhagyta legfőbb tanácsosa, Muskat János krakkói püspök is, mert nem vállalta a pápával való további szembenállást. Nyíltan Károly Róbert mellé állt a tartományurak közül Aba Amadé és Borsa Kopasz. A hatalmas birtokadományok ellenére Csák Máté is felhagyott Vencel támogatásával. A legnagyobb befolyású tartományúr feltehetően tartott attól, hogy Vencel Csehországban és Magyarországon is megerősödik, és így tartománya harapófogóba kerül. II. Vencel 1304 augusztusában nagy haddal érkezett Magyarországra, de végül kilátástalannak ítélte fia helyzetét. Az ország kormányzását a fia mellett kitartó tartományúrra, Kőszegi Ivánra bízta, és fiát a koronázási ékszerekkel együtt Prágába vitte. A kinevezéssel és a Szent Korona elvitelével Vencel jelezte, hogy nem mondott le véglegesen a magyar trónról, a visszavonulásra csak a várható Habsburg támadás miatt került sor. Az 1304 őszén be is következett támadásban német és – Károly Róbert-párti – magyar csapatok mellett részt vett Bajor Ottó, a későbbi magyar király is. A támadás végül nem hozott eredményt, de 1305. június 21-én meghalt II. Vencel cseh király, és így az 1305. augusztus 18-án megkötött német-cseh béke feltételeit már a német király diktálta. A feltételek között szerepelt, hogy fia, Vencel mondjon le a magyar trónról, és a koronázási jelvényeket is szolgáltassa vissza. Albert nem saját magának követelte a Szent Koronát, hanem azt Károly Róbertnek kívánta juttatni. Vencel az első feltételnek eleget is tett, 1305. október 9-én Brünnben (Brno) ünnepélyesen lemondott a magyar trónhoz való jogáról, de azt a koronával együtt Ottónak adta át.

## A Přemysl-dinasztia királyi ágának kihalása
Vencel a magyar koronáról való lemondásakor még csak tizenhat éves volt. Az átélt kudarcok felőrölték a fiatal király erejét, élete utolsó időszakában kicsapongó életmódot folytatott, nem törődött uralkodói feladataival, fiatal cseh nemesekkel vetette körül magát és gazdag adományokat osztogatott. Felmondta jegyességét Erzsébet magyar hercegnővel is, aki addig Bécsben várt az ígért házasságra. (Az Árpád-ház utolsó ismert leszármazottja 1338. május 6-án fejezte be életét a svájci Töss apácakolostorában.) A cseh főurak tisztában voltak a dinasztia kihalásának veszélyeivel és 1305 októberében mégis rávették, hogy megházasodjon, és feleségül vette Piast Viola tescheni hercegnőt, azonban a házasság gyermektelen maradt. III. Vencelt 1306. augusztus 4-én Olmützben meggyilkolták, miközben az árnyékszéken tartózkodott. A tettesek és a gyilkosság indítéka nem ismert. Először Olmützben temették el, később azonban apja mellé helyezték testét a zbraslavi kolostorban.
Halálával kihalt a Csehországban kis megszakítással több mint négyszáz éven keresztül uralkodó dinasztia királyi főága.

## Galéria

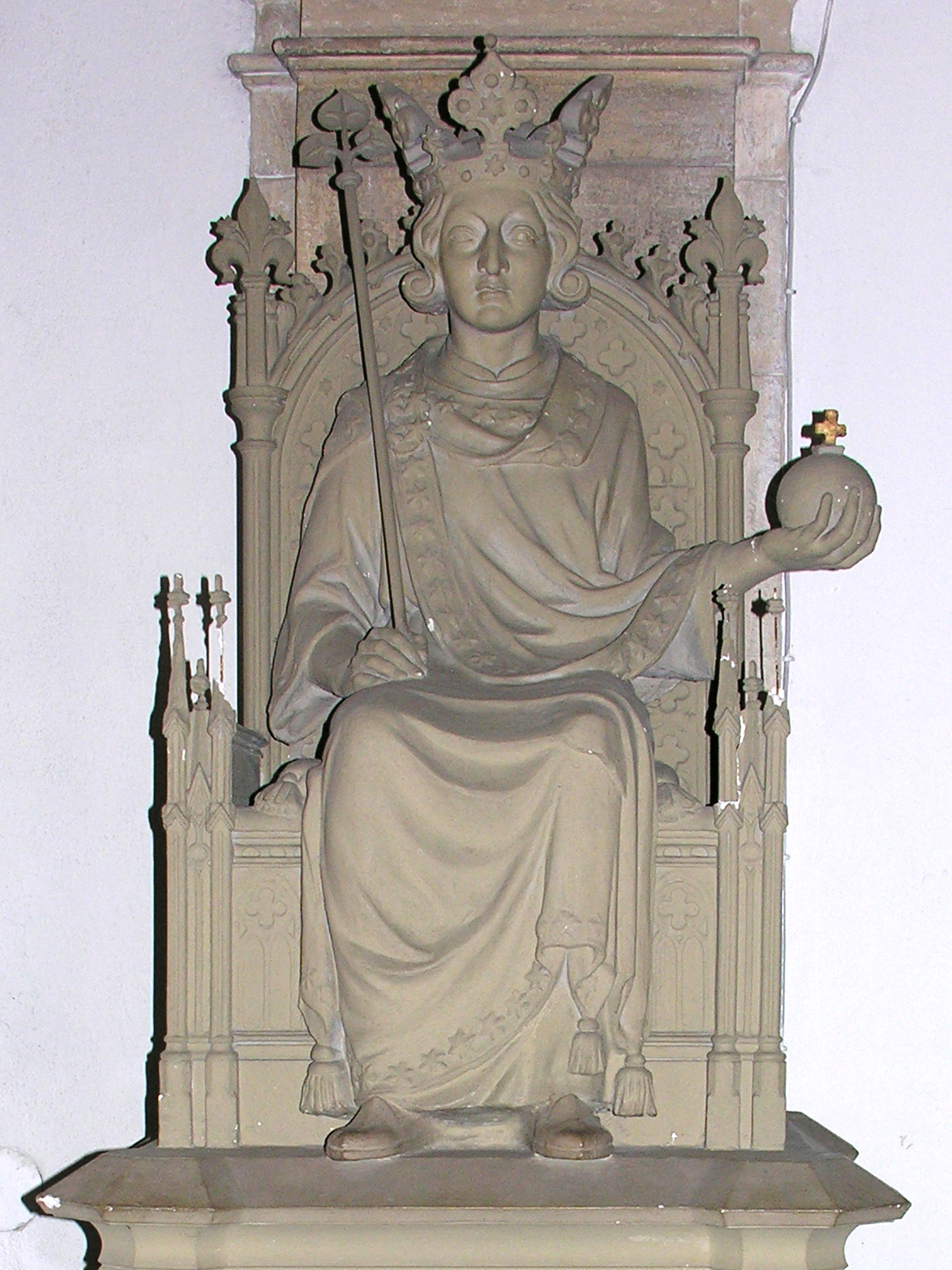
Vencel 1934-es alamóci szobra
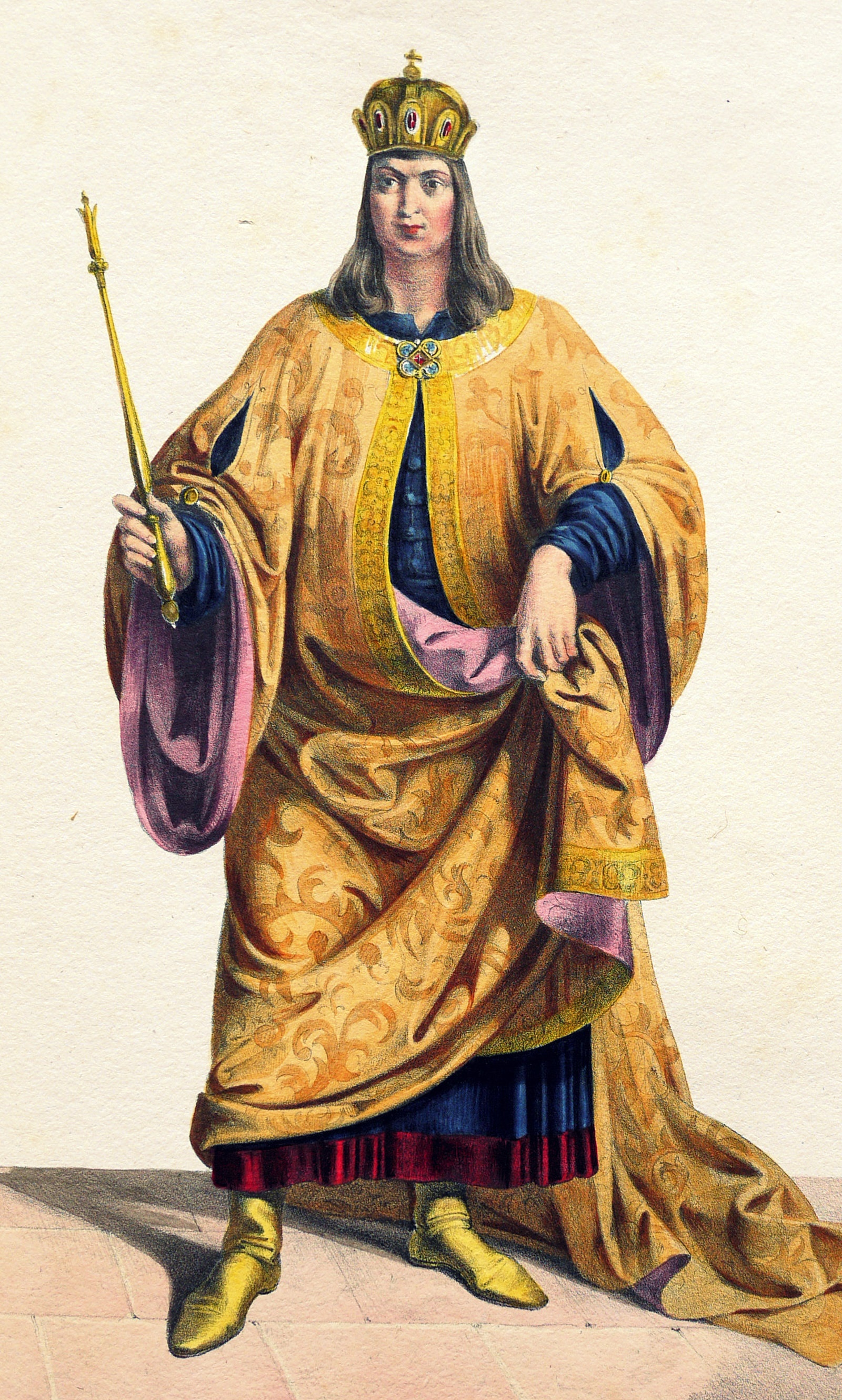
Moritz von Schwind festménye Josef Kriehuber kőnyomata alapján
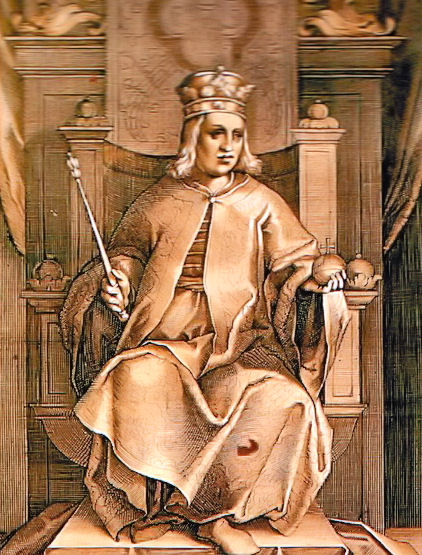
Vencel király egy 17. századi metszeten